# دانيلا وليامز
دانيلا وليامز (بالإنجليزية: Danielle Williams) هي منافسة ألعاب القوى جامايكية، ولدت في 14 سبتمبر 1992 في أبريشة سانت أندرو ‏ في جامايكا.

## وصلات خارجية
- دانيلا وليامز على موقع الاتحاد الدولي لألعاب القوى (الإنجليزية)
- دانيلا وليامز على موقع الدوري الماسي (الإنجليزية)
- دانيلا وليامز على موقع اللجنة الأولمبية الدولية (الإنجليزية)
- دانيلا وليامز على موقع اتحاد ألعاب الكومنولث (مؤرشف) (الإنجليزية)